# Tour d'Italie 1985

La 68e édition du Tour d'Italie s'est élancée de Vérone le 16 mai 1985 et est arrivée à Lucques le 9 juin. Il a été remporté par le Français Bernard Hinault, qui devance l'Italien Francesco Moser et l'Américain Greg LeMond. C'est son troisième succès dans cette épreuve, en trois participations. Il réalise cette année-là son second doublé Giro-Tour.

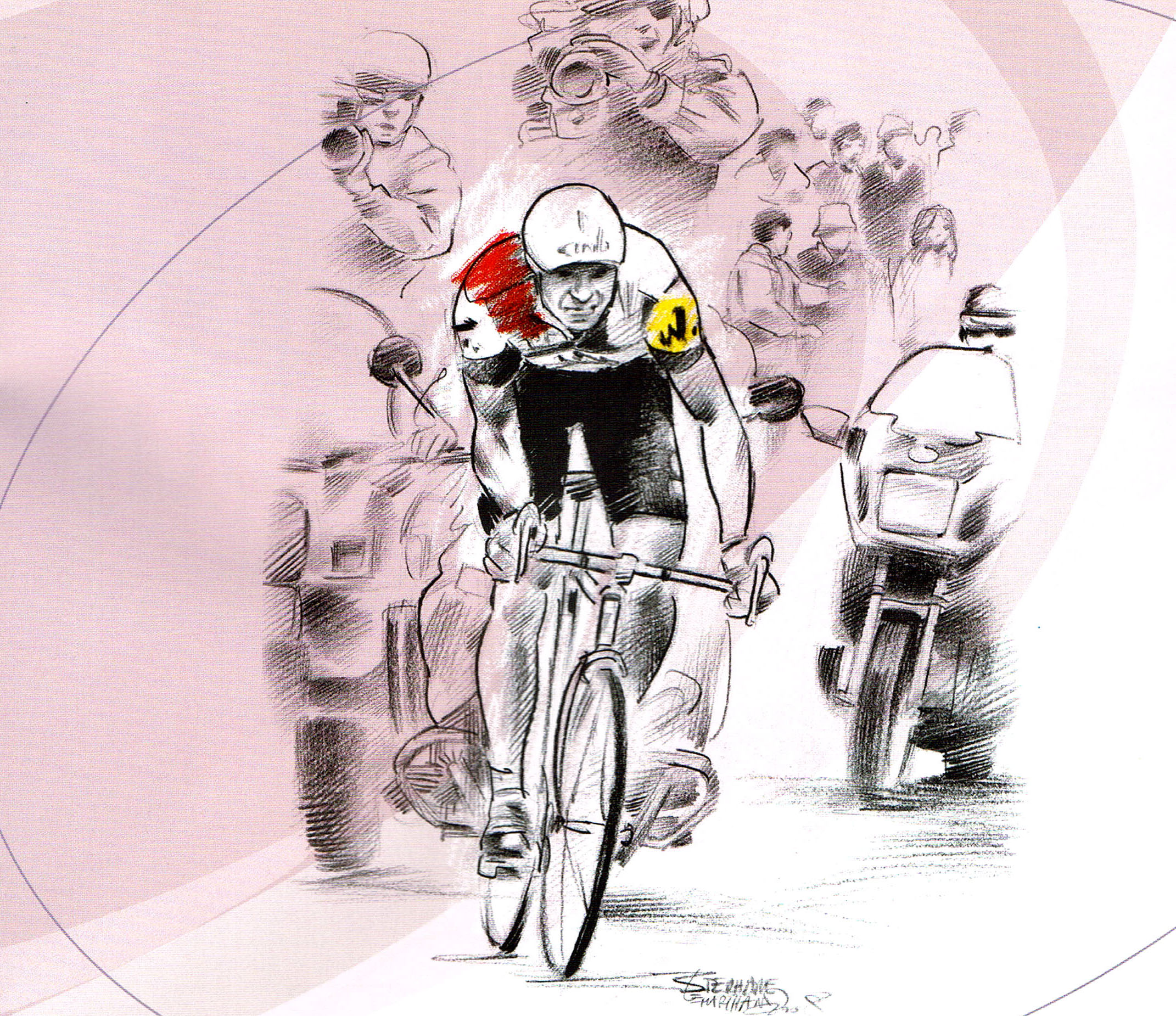
En remportant le contre-la-montre à Maddaloni, Bernard Hinault s'ouvre le chemin d'une 3e victoire dans le Giro.

## La course
Le 16 mai 1985, le 68e Giro prend son départ de Vérone. Bernard Hinault est venu, avec son équipe La Vie Claire équipée de pédales automatiques Look, pour remporter une troisième fois cette épreuve. Parmi les huit équipiers qui l'accompagne, on remarque la présence du brillant Américain Greg LeMond, qui vient de quitter l'équipe Renault de Cyrille Guimard. Outre Greg LeMond, les principaux adversaires du Blaireau sont l'Italien Francesco Moser, recordman du monde de l'heure à Mexico et vainqueur du Giro 1984 devant Laurent Fignon, le Suédois Tommy Prim et l'Espagnol Marino Lejarreta.
Francesco Moser, spécialiste du contre-la-montre, remporte le prologue inaugural de 6,7 km dans les rues de Vérone. Il garde le maillot rose pendant deux jours. Lors de la quatrième étape, Pinzolo-Selva di Val Gardena, longue de 237 km, Bernard Hinault attaque dans l'ultime ascension, la Selva-di-Val-Gardena. Sautent aussitôt dans sa roue Gianbattista Baronchelli, Roberto Visentini, Marino Lejarreta et Hubert Seiz. Ils ne sont que quatre à suivre le Blaireau et, parmi eux, il n'y a ni Moser, ni LeMond. L'Américain cède 1 min 20 s  et Moser plus de deux minutes. L'étape est remportée par Seiz et le maillot rose tombe sur les épaules de Roberto Visentini. Au micro, Bernard Hinault met les choses au point :  « Aujourd'hui, j'ai calmé du monde, certains ne devraient plus parler jusqu'à l'arrivée à Lucca... Quant à Visentini, je sais exactement où je vais le casser en deux... Je vais le casser en deux et remporter mon troisième Giro. »
Le 9 juin, a lieu la très attendue douzième étape, Capoue-Maddaloni, disputée contre-la-montre qui doit départager Bernard Hinault, Francesco Moser et Greg LeMond, tous trois spécialistes de l'effort solitaire. En très bonne forme et bénéficiant d’un matériel remarquable et remarqué, Hinault affiche une ambition limpide sur la rampe de lancement de ce contre-la-montre. Un chroniqueur italien ira jusqu’à s’exclamer « c’est une explosion du Vésuve. » Vainqueur, le Français réalise une très grande performance ce jour-là en reléguant Moser à 53 secondes et Greg LeMond à 58 secondes.
Le Blaireau s'empare du maillot rose et il le conserve les 10 derniers jours, passant sans difficulté les Apennins et les Alpes, jusqu'à l'arrivée à Lucca. Francesco Moser gagnant pour l'honneur la dernière étape contre-la-montre entre Lido di Camaiore et Lucca. Au classement final, Bernard Hinault remporte son troisième et dernier Giro devant Francesco Moser à 1 min 08 s et Greg LeMond à 2 min 55 s.

## Anecdote
Le parcours de ce Tour d'Italie était exactement à l’opposé de celui du Giro 1984 : il partait de Vérone pour arriver à Lucques.

## Équipes participantes
| N.    | Code | Équipe                      |
| ----- | ---- | --------------------------- |
| 1-9   | GIS  | Gis Gelati-Trentino Vacanze |
| 11-19 | ALP  | Alpilatte-Olmo-Cierre       |
| 21-29 | ARI  | Ariostea                    |
| 31-39 | ATA  | Atala-Ofmega-Campagnolo     |
| 41-49 | CAR  | Carrera-Inoxpran            |
| 51-59 | DEL  | Del Tongo-Colnago           |
| 61-69 | DRO  | Dromedario-Laminox          |
| 71-79 | ZOR  | Gemeaz Cusin-Zor            |
| 81-89 | LVC  | La Vie Claire-Wonder-Radar  |
| 91-99 | MAG  | Maggi Mobili-Fanini         |

| N.      | Code | Équipe                 |
| ------- | ---- | ---------------------- |
| 101-109 | CIL  | Cilo-Aufina            |
| 111-119 | MAL  | Malvor-Bottecchia      |
| 121-129 | MUR  | Murella-Rossin         |
| 131-139 | CDC  | Varta-Café de Colombia |
| 141-149 | SAM  | Sammontana-Bianchi     |
| 151-159 | SAN  | Santini-Conti-Galli    |
| 161-169 | 7EL  | 7-Eleven-Hoonved       |
| 171-179 | SKI  | Skil-Sem               |
| 181-189 | BRI  | Supermercati Brianzoli |
| 191-199 | VIN  | Vini Ricordi-Pinarello |

## Étapes
| Étape     | Date     | Villes étapes                          | km  | Vainqueur d'étape | Leader du classement général |
| Prologue  | 16 mai   | Vérone                                 | 6,7 | Francesco Moser   | Francesco Moser              |
| 1re étape | 17 mai   | Vérone – Busto Arsizio                 | 218 | Urs Freuler       | Francesco Moser              |
| 2e étape  | 18 mai   | Busto Arsizio - Milan                  | 38  | Del Tongo-Colnago | Giuseppe Saronni             |
| 3e étape  | 19 mai   | Milan - Pinzolo                        | 190 | Giuseppe Saronni  | Giuseppe Saronni             |
| 4e étape  | 20 mai   | Pinzolo - Selva di Val Gardena         | 237 | Hubert Seiz       | Roberto Visentini            |
| 5e étape  | 21 mai   | Selva di Val Gardena - Vittorio Veneto | 225 | Emanuele Bombini  | Roberto Visentini            |
| 6e étape  | 22 mai   | Vittorio Veneto - Cervia               | 232 | Frank Hoste       | Roberto Visentini            |
| 7e étape  | 23 mai   | Cervia - Jesi                          | 185 | Orlando Maini     | Roberto Visentini            |
| 8ea étape | 25 mai   | Foggia - Foggia                        | 45  | Stefano Allocchio | Roberto Visentini            |
| 8eb étape | 25 mai   | Foggia - Matera                        | 167 | Acácio da Silva   | Roberto Visentini            |
| 9e étape  | 26 mai   | Matera - Crotone                       | 237 | Paolo Rosola      | Roberto Visentini            |
| 10e étape | 27 mai   | Crotone - Paolo                        | 203 | Acácio da Silva   | Roberto Visentini            |
| 11e étape | 28 mai   | Paolo - Salerne                        | 240 | Stefano Allocchio | Roberto Visentini            |
| 12e étape | 29 mai   | Capoue - Maddaloni                     | 38  | Bernard Hinault   | Bernard Hinault              |
| 13e étape | 30 mai   | Maddaloni – Frosinone                  | 154 | Urs Freuler       | Bernard Hinault              |
| 14e étape | 31 mai   | Frosinone - Gran Sasso d'Italia        | 195 | Franco Chioccioli | Bernard Hinault              |
| 15e étape | 1er juin | l'Aquila - Pérouse                     | 203 | Ron Kiefel        | Bernard Hinault              |
| 16e étape | 2 juin   | Pérouse - Cecina                       | 217 | Giuseppe Saronni  | Bernard Hinault              |
| 17e étape | 3 juin   | Cecina - Modène                        | 243 | Daniel Gisiger    | Bernard Hinault              |
| 18e étape | 5 juin   | Monza - Domodossola                    | 128 | Paolo Rosola      | Bernard Hinault              |
| 19e étape | 6 juin   | Domodossola - Saint-Vincent            | 247 | Francesco Moser   | Bernard Hinault              |
| 20e étape | 7 juin   | Saint-Vincent - Valnontey              | 58  | Andrew Hampsten   | Bernard Hinault              |
| 21e étape | 8 juin   | Saint-Vincent - Gênes                  | 229 | Urs Freuler       | Bernard Hinault              |
| 22e étape | 9 juin   | Lido di Camaiore - Lucques             | 48  | Francesco Moser   | Bernard Hinault              |

## Classements finals

### Classement général final
| \| Classement général \| Classement général \| Classement général \| Classement général \| Classement général \| \| Coureur \| Coureur \| Pays \| Équipe \| Temps \| \| ------------------ \| ------------------------ \| ------------------ \| ------------------------------------- \| ------------------ \| \| 1er \| Bernard Hinault \| France \| La Vie claire-Radar \| 102 h 46 min 51 s \| \| 2e \| Francesco Moser \| Italie \| Gis Gelati-Trentino Vacanze-Intrepido \| + 1 min 08 s \| \| 3e \| Greg LeMond \| États-Unis \| La Vie claire-Radar \| + 2 min 55 s \| \| 4e \| Tommy Prim \| Suède \| Sammontana-Bianchi \| + 4 min 53 s \| \| 5e \| Marino Lejarreta \| Espagne \| Alpilatte-Olmo-Cierre \| + 6 min 30 s \| \| 6e \| Gianbattista Baronchelli \| Italie \| Supermercati Brianzoli \| + 6 min 30 s \| \| 7e \| Silvano Contini \| Italie \| Ariostea-Oece \| + 7 min 22 s \| \| 8e \| Michael Wilson \| Australie \| Alpilatte-Olmo-Cierre \| + 7 min 36 s \| \| 9e \| Franco Chioccioli \| Italie \| Murella-Rossin \| + 8 min 33 s \| \| 10e \| Alberto Volpi \| Italie \| Bianchi-Piaggio \| + 10 min 31 s \| \| 11e \| Emanuele Bombini \| Italie \| Del Tongo-Colnago \| + 10 min 31 s \| \| 12e \| Mario Beccia \| Italie \| Malvor-Bottecchia \| + 11 min 53 s \| \| 13e \| Lucien Van Impe \| Belgique \| Santini-Krups-Conti-Galli \| + 12 min 50 s \| \| 14e \| Marco Giovannetti \| Italie \| Ariostea-Oece \| + 14 min 30 s \| \| 15e \| Giuseppe Saronni \| Italie \| Del Tongo-Colnago \| + 16 min 48 s \| \| 16e \| Marino Amadori \| Italie \| Alpilatte-Olmo-Cierre \| + 17 min 00 s \| \| 17e \| Ennio Salvador \| Italie \| Ariostea-Oece \| + 17 min 46 s \| \| 18e \| Gerhard Zadrobilek \| Autriche \| Atala-Campagnolo \| + 19 min 25 s \| \| 19e \| José Luis Navarro \| Espagne \| Zor-Gemeaz Cusin \| + 20 min 50 s \| \| 20e \| Andrew Hampsten \| États-Unis \| 7 Eleven-Hoonved \| + 21 min 23 s \| \| 21e \| Roberto Ceruti \| Italie \| Del Tongo-Colnago \| + 22 min 35 s \| \| 22e \| Johan van der Velde \| Pays-Bas \| Vini Ricordi-Pinarello-Sidermec \| + 24 min 06 s \| \| 23e \| Erich Maechler \| Suisse \| Carrera-Inoxpran \| + 24 min 10 s \| \| 24e \| Luca Rota \| Italie \| Murella-Rossin \| + 25 min 18 s \| \| 25e \| Ángel Camarillo \| Espagne \| Zor-Gemeaz Cusin \| + 25 min 58 s \| |                          |            |                                       |                   |
| |                          |            |                                       |                   |
| |                          |            |                                       |                   |
| Classement général |                          |            |                                       |                   |
| Coureur | Coureur                  | Pays       | Équipe                                | Temps             |
| 1er | Bernard Hinault          | France     | La Vie claire-Radar                   | 102 h 46 min 51 s |
| 2e | Francesco Moser          | Italie     | Gis Gelati-Trentino Vacanze-Intrepido | + 1 min 08 s      |
| 3e | Greg LeMond              | États-Unis | La Vie claire-Radar                   | + 2 min 55 s      |
| 4e | Tommy Prim               | Suède      | Sammontana-Bianchi                    | + 4 min 53 s      |
| 5e | Marino Lejarreta         | Espagne    | Alpilatte-Olmo-Cierre                 | + 6 min 30 s      |
| 6e | Gianbattista Baronchelli | Italie     | Supermercati Brianzoli                | + 6 min 30 s      |
| 7e | Silvano Contini          | Italie     | Ariostea-Oece                         | + 7 min 22 s      |
| 8e | Michael Wilson           | Australie  | Alpilatte-Olmo-Cierre                 | + 7 min 36 s      |
| 9e | Franco Chioccioli        | Italie     | Murella-Rossin                        | + 8 min 33 s      |
| 10e | Alberto Volpi            | Italie     | Bianchi-Piaggio                       | + 10 min 31 s     |
| 11e | Emanuele Bombini         | Italie     | Del Tongo-Colnago                     | + 10 min 31 s     |
| 12e | Mario Beccia             | Italie     | Malvor-Bottecchia                     | + 11 min 53 s     |
| 13e | Lucien Van Impe          | Belgique   | Santini-Krups-Conti-Galli             | + 12 min 50 s     |
| 14e | Marco Giovannetti        | Italie     | Ariostea-Oece                         | + 14 min 30 s     |
| 15e | Giuseppe Saronni         | Italie     | Del Tongo-Colnago                     | + 16 min 48 s     |
| 16e | Marino Amadori           | Italie     | Alpilatte-Olmo-Cierre                 | + 17 min 00 s     |
| 17e | Ennio Salvador           | Italie     | Ariostea-Oece                         | + 17 min 46 s     |
| 18e | Gerhard Zadrobilek       | Autriche   | Atala-Campagnolo                      | + 19 min 25 s     |
| 19e | José Luis Navarro        | Espagne    | Zor-Gemeaz Cusin                      | + 20 min 50 s     |
| 20e | Andrew Hampsten          | États-Unis | 7 Eleven-Hoonved                      | + 21 min 23 s     |
| 21e | Roberto Ceruti           | Italie     | Del Tongo-Colnago                     | + 22 min 35 s     |
| 22e | Johan van der Velde      | Pays-Bas   | Vini Ricordi-Pinarello-Sidermec       | + 24 min 06 s     |
| 23e | Erich Maechler           | Suisse     | Carrera-Inoxpran                      | + 24 min 10 s     |
| 24e | Luca Rota                | Italie     | Murella-Rossin                        | + 25 min 18 s     |
| 25e | Ángel Camarillo          | Espagne    | Zor-Gemeaz Cusin                      | + 25 min 58 s     |

### Classements annexes finals
| Classement par points | Classement par points | Classement par points | Classement par points                 | Classement par points |
| Coureur               | Coureur               | Pays                  | Équipe                                | Points                |
| --------------------- | --------------------- | --------------------- | ------------------------------------- | --------------------- |
| 1er                   | Johan van der Velde   | Pays-Bas              | Vini Ricordi-Pinarello-Sidermec       | 195 pts               |
| 2e                    | Urs Freuler           | Suisse                | Atala-Campagnolo                      | 172 pts               |
| 3e                    | Francesco Moser       | Italie                | Gis Gelati-Trentino Vacanze-Intrepido | 140 pts               |
| 4e                    | Frank Hoste           | Belgique              | Del Tongo-Colnago                     | 126 pts               |
| 5e                    | Franco Chioccioli     | Italie                | Murella-Rossin                        | 122 pts               |

| Classement par points | Classement par points | Classement par points | Classement par points                 | Classement par points |
| Coureur               | Coureur               | Pays                  | Équipe                                | Points                |
| --------------------- | --------------------- | --------------------- | ------------------------------------- | --------------------- |
| 1er                   | Johan van der Velde   | Pays-Bas              | Vini Ricordi-Pinarello-Sidermec       | 195 pts               |
| 2e                    | Urs Freuler           | Suisse                | Atala-Campagnolo                      | 172 pts               |
| 3e                    | Francesco Moser       | Italie                | Gis Gelati-Trentino Vacanze-Intrepido | 140 pts               |
| 4e                    | Frank Hoste           | Belgique              | Del Tongo-Colnago                     | 126 pts               |
| 5e                    | Franco Chioccioli     | Italie                | Murella-Rossin                        | 122 pts               |

| Classement de la montagne | Classement de la montagne | Classement de la montagne | Classement de la montagne    | Classement de la montagne |
| Coureur                   | Coureur                   | Pays                      | Équipe                       | Points                    |
| ------------------------- | ------------------------- | ------------------------- | ---------------------------- | ------------------------- |
| 1er                       | José Luis Navarro         | Espagne                   | Zor-Gemeaz Cusin             | 54 pts                    |
| 2e                        | Reynel Montoya            | Colombie                  | Varta-Café de Colombia-Mavic | 47 pts                    |
| 3e                        | Rafael Acevedo            | Colombie                  | Varta-Café de Colombia-Mavic | 38 pts                    |
| 4e                        | Acácio da Silva           | Portugal                  | Malvor-Bottecchia            | 32 pts                    |
| 5e                        | Andrew Hampsten           | États-Unis                | 7 Eleven-Hoonved             | 30 pts                    |

| Classement de la montagne | Classement de la montagne | Classement de la montagne | Classement de la montagne    | Classement de la montagne |
| Coureur                   | Coureur                   | Pays                      | Équipe                       | Points                    |
| ------------------------- | ------------------------- | ------------------------- | ---------------------------- | ------------------------- |
| 1er                       | José Luis Navarro         | Espagne                   | Zor-Gemeaz Cusin             | 54 pts                    |
| 2e                        | Reynel Montoya            | Colombie                  | Varta-Café de Colombia-Mavic | 47 pts                    |
| 3e                        | Rafael Acevedo            | Colombie                  | Varta-Café de Colombia-Mavic | 38 pts                    |
| 4e                        | Acácio da Silva           | Portugal                  | Malvor-Bottecchia            | 32 pts                    |
| 5e                        | Andrew Hampsten           | États-Unis                | 7 Eleven-Hoonved             | 30 pts                    |

| Classement du meilleur jeune | Classement du meilleur jeune | Classement du meilleur jeune | Classement du meilleur jeune | Classement du meilleur jeune |
| Coureur                      | Coureur                      | Pays                         | Équipe                       | Temps                        |
| ---------------------------- | ---------------------------- | ---------------------------- | ---------------------------- | ---------------------------- |
| 1er                          | Alberto Volpi                | Italie                       | Bianchi-Piaggio              | 105 h 57 min 22 s            |
| 2e                           | Silvano Contini              | Italie                       | Ariostea-Oece                | + 3 min 59 s                 |
| 3e                           | José Luis Navarro            | Espagne                      | Zor-Gemeaz Cusin             | + 10 min 19 s                |
| 4e                           | Andrew Hampsten              | États-Unis                   | 7 Eleven-Hoonved             | + 10 min 52 s                |
| 5e                           | Luca Rota                    | Italie                       | Murella-Rossin               | + 15 min 47 s                |

| Classement du meilleur jeune | Classement du meilleur jeune | Classement du meilleur jeune | Classement du meilleur jeune | Classement du meilleur jeune |
| Coureur                      | Coureur                      | Pays                         | Équipe                       | Temps                        |
| ---------------------------- | ---------------------------- | ---------------------------- | ---------------------------- | ---------------------------- |
| 1er                          | Alberto Volpi                | Italie                       | Bianchi-Piaggio              | 105 h 57 min 22 s            |
| 2e                           | Silvano Contini              | Italie                       | Ariostea-Oece                | + 3 min 59 s                 |
| 3e                           | José Luis Navarro            | Espagne                      | Zor-Gemeaz Cusin             | + 10 min 19 s                |
| 4e                           | Andrew Hampsten              | États-Unis                   | 7 Eleven-Hoonved             | + 10 min 52 s                |
| 5e                           | Luca Rota                    | Italie                       | Murella-Rossin               | + 15 min 47 s                |

| Classement par équipes | Classement par équipes | Classement par équipes | Classement par équipes |
| Équipe                 | Équipe                 | Pays                   | Temps                  |
| ---------------------- | ---------------------- | ---------------------- | ---------------------- |
| 1re                    | Alpilatte-Olmo-Cierre  | Italie                 | 315 h 47 min 32 s      |
| 2e                     | Del Tongo-Colnago      | Italie                 | + 4 min 44 s           |
| 3e                     | La Vie claire-Radar    | France                 | + 5 min 29 s           |

| Classement par équipes | Classement par équipes | Classement par équipes | Classement par équipes |
| Équipe                 | Équipe                 | Pays                   | Temps                  |
| ---------------------- | ---------------------- | ---------------------- | ---------------------- |
| 1re                    | Alpilatte-Olmo-Cierre  | Italie                 | 315 h 47 min 32 s      |
| 2e                     | Del Tongo-Colnago      | Italie                 | + 4 min 44 s           |
| 3e                     | La Vie claire-Radar    | France                 | + 5 min 29 s           |

## Liste des coureurs
| Gis Gelati-Trentino Vacanze   | Gis Gelati-Trentino Vacanze   | Gis Gelati-Trentino Vacanze   | Gemeaz Cusin-Zor             | Gemeaz Cusin-Zor             | Gemeaz Cusin-Zor             | Sammontana-Bianchi              | Sammontana-Bianchi              | Sammontana-Bianchi              |
| ----------------------------- | ----------------------------- | ----------------------------- | ---------------------------- | ---------------------------- | ---------------------------- | ------------------------------- | ------------------------------- | ------------------------------- |
| 1                             | Francesco Moser               | 2º                            | 71                           | Angel Arroyo                 | R 17ª                        | 141                             | Moreno Argentin                 | NP 4ª                           |
| 2                             | David Akam                    | R 9ª                          | 72                           | Domenico Cavallo             | 91º                          | 142                             | Tullio Bertacco                 | R 15ª                           |
| 3                             | Roberto Calovi                | 98º                           | 73                           | José Luis Navarro            | 19º                          | 143                             | Dario Mariuzzo                  | 112º                            |
| 4                             | Walter Dalgal                 | 96º                           | 74                           | Aladino Garcia               | 122º                         | 144                             | Tommy Prim                      | 4º                              |
| 5                             | Stefano Giuliani              | 63º                           | 75                           | Angel Camarillo              | 25º                          | 145                             | Paolo Rosola                    | 129º                            |
| 6                             | Piero Ghibaudo                | 68º                           | 76                           | Peter Pieters                | R 14ª                        | 146                             | Alf Segersall                   | R 9ª                            |
| 7                             | Walter Magnago                | 84º                           | 77                           | Francisco Antequera          | NP 4ª                        | 147                             | Alberto Volpi                   | 10º                             |
| 8                             | Harald Maier                  | R 18ª                         | 78                           | Anselmo Fuerte               | R 5ª                         | 148                             | Jesper Worre                    | R 17ª                           |
| 9                             | Palmiro Masciarelli           | 30º                           | 79                           | Roberto Cordoba              | 110º                         | 149                             | Claudio Torelli                 | 101º                            |
| Alpilatte-Olmo-Cierre         | Alpilatte-Olmo-Cierre         | Alpilatte-Olmo-Cierre         | La Vie Claire-Wonder-Radar   | La Vie Claire-Wonder-Radar   | La Vie Claire-Wonder-Radar   | Santini-Krups-Conti-Galli       | Santini-Krups-Conti-Galli       | Santini-Krups-Conti-Galli       |
| 11                            | Marino Lejarreta              | 5º                            | 81                           | Bernard Hinault              | 1º                           | 151                             | Lucien Van Impe                 | 13º                             |
| 12                            | Marino Amadori                | 16º                           | 82                           | Dominique Arnaud             | 34º                          | 152                             | Daniele Caroli                  | NP 12ª                          |
| 13                            | Serge Demierre                | R 13ª                         | 83                           | Benno Wiss                   | 85º                          | 153                             | Davide Cassani                  | 54º                             |
| 14                            | Michael Wilson                | 8º                            | 84                           | Kim Eriksen                  | 113º                         | 154                             | Giuseppe Lanzoni                | NP 10ª                          |
| 15                            | Salvatore Maccali             | 41º                           | 85                           | Marc Gomez                   | 76º                          | 155                             | Patrizio Gambirasio             | 135º                            |
| 16                            | Orlando Maini                 | 74º                           | 86                           | Christian Jourdan            | 29º                          | 156                             | Maurizio Conti                  | R 10ª                           |
| 17                            | Romano Randi                  | 69º                           | 87                           | Greg LeMond                  | 3º                           | 157                             | Giuliano Pavanello              | 108º                            |
| 18                            | Maurizio Rossi                | 102º                          | 88                           | Eric Salomon                 | NP 12ª                       | 158                             | Rigobert Matt                   | R 16ª                           |
| 19                            | Mauro Angelucci               | 119º                          | 89                           | Bernard Vallet               | 43º                          | 159                             | Elio Festa                      | 47º                             |
| Ariostea-Oece                 | Ariostea-Oece                 | Ariostea-Oece                 | Maggi Mobili-Fanini          | Maggi Mobili-Fanini          | Maggi Mobili-Fanini          | 7-Eleven-Hoonved                | 7-Eleven-Hoonved                | 7-Eleven-Hoonved                |
| 21                            | Silvano Contini               | 7º                            | 91                           | Franco Chioccioli            | 9º                           | 161                             | Jeff Bradley                    | R 6ª                            |
| 22                            | Gregor Braun                  | 127º                          | 92                           | Cesare Cipollini             | 88º                          | 162                             | Jonathan Boyer                  | 35º                             |
| 23                            | Marco Giovannetti             | 14º                           | 93                           | Mario Bonzi                  | FT 14ª                       | 163                             | Chris Carmichael                | 97º                             |
| 24                            | Wladimiro Panizza             | 28º                           | 94                           | Fabrizio Vannucci            | 37º                          | 164                             | Andrew Hampsten                 | 20º                             |
| 25                            | Giuseppe Petito               | 71º                           | 95                           | Benedetto Patellaro          | 90º                          | 165                             | Eric Heiden                     | 131º                            |
| 26                            | Alessandro Pozzi              | 27º                           | 96                           | Fabio Patuelli               | 89º                          | 166                             | Ron Kiefel                      | 60º                             |
| 27                            | Ennio Salvador                | 17º                           | 97                           | Filippo Piersanti            | 103º                         | 167                             | Davis Phinney                   | 104º                            |
| 28                            | Guido Van Calster             | 53º                           | 98                           | Steen-Michael Petersen       | 51º                          | 168                             | Bob Roll                        | 78º                             |
| 29                            | Ennio Vanotti                 | 32º                           | 99                           | Jens Veggerby                | 40º                          | 169                             | Tom Schuler                     | FT 17ª                          |
| Atala-Ofmega-Campagnolo       | Atala-Ofmega-Campagnolo       | Atala-Ofmega-Campagnolo       | Magniflex-Cilo-Aufina        | Magniflex-Cilo-Aufina        | Magniflex-Cilo-Aufina        | Skil-Sem-KAS-Miko               | Skil-Sem-KAS-Miko               | Skil-Sem-KAS-Miko               |
| 31                            | Salvatore Cavallaro           | 128º                          | 101                          | Gilbert Glaus                | R 19ª                        | 171                             | Alain von Allmen                | NP 17ª                          |
| 32                            | Urs Freuler                   | 120º                          | 102                          | Hubert Seiz                  | R 10ª                        | 172                             | Frits Pirard                    | 92º                             |
| 33                            | Pierino Gavazzi               | 48º                           | 103                          | Laurent Vial                 | R 4ª                         | 173                             | Gerrie Knetemann                | 94º                             |
| 34                            | Daniel Gisiger                | 66º                           | 104                          | Mike Gutmann                 | 59º                          | 174                             | Jacques van Meer                | 82º                             |
| 35                            | Dante Morandi                 | NP 20ª                        | 105                          | André Massard                | 123º                         | 175                             | Ronan Onghena                   | 115º                            |
| 36                            | Ezio Moroni                   | 36º                           | 106                          | Heinz Imboden                | 70º                          | 176                             | Ralf Hofeditz                   | 134º                            |
| 37                            | Mario Noris                   | 95º                           | 107                          | Bernard Gavillet             | R 4ª                         | 177                             | Philippe Poissonnier            | 86º                             |
| 38                            | Emilio Ravasio                | 106º                          | 108                          | Alfred Achermann             | 126º                         | 178                             | Jacques Decrion                 | 46º                             |
| 39                            | Gerhard Zadrobilek            | 18º                           | 109                          | Daniël Wyder                 | 73º                          | 179                             | René Bittinger                  | 83º                             |
| Carrera-Inoxpran              | Carrera-Inoxpran              | Carrera-Inoxpran              | Malvor-Bottecchia-Vaporella  | Malvor-Bottecchia-Vaporella  | Malvor-Bottecchia-Vaporella  | Supermercati Brianzoli          | Supermercati Brianzoli          | Supermercati Brianzoli          |
| 41                            | Roberto Visentini             | NP 19ª                        | 111                          | Stefano Allocchio            | 132º                         | 181                             | Gaetano Baronchelli             | 133º                            |
| 42                            | Guido Bontempi                | 107º                          | 112                          | Mario Beccia                 | 12º                          | 182                             | Claudio Corti                   | NP 17ª                          |
| 43                            | Bruno Leali                   | 80º                           | 113                          | Leonardo Bevilacqua          | 100º                         | 183                             | Giovanni Mantovani              | 109º                            |
| 44                            | Czeslaw Lang                  | 57º                           | 114                          | Mauro Longo                  | 93º                          | 184                             | Alfredo Chinetti                | 55º                             |
| 45                            | Claudio Chiappucci            | 64º                           | 115                          | Silvestro Milani             | 114º                         | 185                             | Gianbattista Baronchelli        | 6º                              |
| 46                            | Massimo Ghirotto              | 125º                          | 116                          | Roberto Pagnin               | 79º                          | 186                             | Antonio Bevilacqua              | 81º                             |
| 47                            | Erich Mächler                 | 23º                           | 117                          | Renan Ferraro                | R 17ª                        | 187                             | Giovanni Bottoia                | FT 14ª                          |
| 48                            | Urs Zimmermann                | 50º                           | 118                          | Jürg Bruggmann               | 118º                         | 188                             | Gianni Zola                     | 75º                             |
| 49                            | Stephan Mutter                | 44º                           | 119                          | Acacio da Silva              | 33º                          | 189                             | Antonio Ferretti                | 77º                             |
| Del Tongo-Colnago             | Del Tongo-Colnago             | Del Tongo-Colnago             | Murella-Rossin               | Murella-Rossin               | Murella-Rossin               | Vini Ricordi-Pinarello-Sidermec | Vini Ricordi-Pinarello-Sidermec | Vini Ricordi-Pinarello-Sidermec |
| 51                            | Giuseppe Saronni              | 15º                           | 121                          | Stefano Bizzoni              | 116º                         | 191                             | Vittorio Algeri                 | R 19ª                           |
| 52                            | Emanuele Bombini              | 11º                           | 122                          | Tullio Cortinovis            | NP 9ª                        | 192                             | Pierangelo Bincoletto           | R 16ª                           |
| 53                            | Roberto Ceruti                | 21º                           | 123                          | Raniero Gradi                | R 9ª                         | 193                             | Riccardo Magrini                | NP 9ª                           |
| 54                            | Frank Hoste                   | 117º                          | 124                          | Alessandro Paganessi         | R 10ª                        | 194                             | Franco Pica                     | 121º                            |
| 55                            | Luciano Loro                  | 26º                           | 125                          | Dag-Erik Pedersen            | R 10ª                        | 195                             | Luciano Rabottini               | 61º                             |
| 56                            | Maurizio Piovani              | 65º                           | 126                          | Marino Polini                | R 10ª                        | 196                             | Claudio Savini                  | 39º                             |
| 57                            | Rudy Pevenage                 | 58º                           | 127                          | Giovanni Renosto             | R 15ª                        | 197                             | Sergio Scremin                  | 105º                            |
| 58                            | Dirk Wayenberg                | 124º                          | 128                          | Luca Rota                    | 24º                          | 198                             | Johan van der Velde             | 22º                             |
| 59                            | Marco Vitali                  | 31º                           | 129                          | Daniele Del Ben              | 99º                          | 199                             | Wies van Dongen                 | 130º                            |
| Dromedario-Laminox-Fibok-Alan | Dromedario-Laminox-Fibok-Alan | Dromedario-Laminox-Fibok-Alan | Pilas Varta-Café de Colombia | Pilas Varta-Café de Colombia | Pilas Varta-Café de Colombia |                                 |                                 |                                 |
| 61                            | Alfio Vandi                   | R 8ª                          | 131                          | Argemiro Bohórquez (en)      | NP 18ª                       |                                 |                                 |                                 |
| 62                            | Silvano Ricco                 | 52º                           | 132                          | Armando Aristizábal (d)      | 56º                          |                                 |                                 |                                 |
| 63                            | Marco Franceschini            | R 8ª                          | 133                          | Rafael Acevedo               | 42º                          |                                 |                                 |                                 |
| 64                            | Gody Schmutz                  | 49º                           | 134                          | Nestor Mora                  | 67º                          |                                 |                                 |                                 |
| 65                            | Leo Schönenberger             | R 17ª                         | 135                          | José Alfonso López (en)      | R 7ª                         |                                 |                                 |                                 |
| 66                            | Giuseppe Montella             | 111º                          | 136                          | Reynel Montoya               | 45º                          |                                 |                                 |                                 |
| 67                            | Stefano Colagè                | NP 16ª                        | 137                          | Abelardo Rios                | 62º                          |                                 |                                 |                                 |
| 68                            | Daniele Ferrari               | 87º                           | 138                          | Juan Carlos Castillo         | NP 7ª                        |                                 |                                 |                                 |
| 69                            | Enrico Pochini                | 38º                           | 139                          | Antonio Londoño              | 72º                          |                                 |                                 |                                 |

## Crédit d'auteurs
- (nl) Cet article est partiellement ou en totalité issu de l’article de Wikipédia en néerlandais intitulé « Ronde van Italië 1985 » (voir la liste des auteurs).